# Walseerkapelle

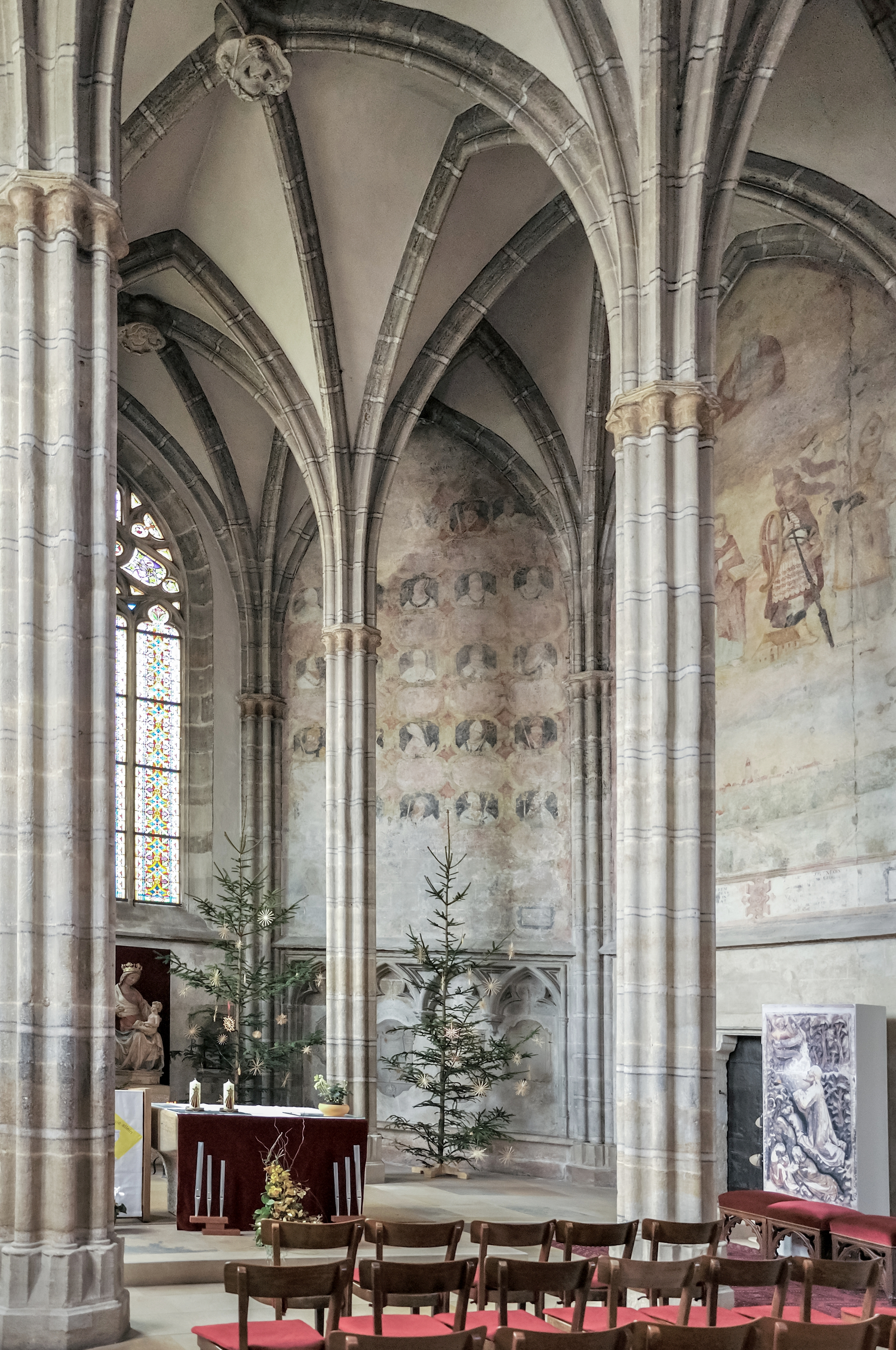
Chor der Walseerkapelle

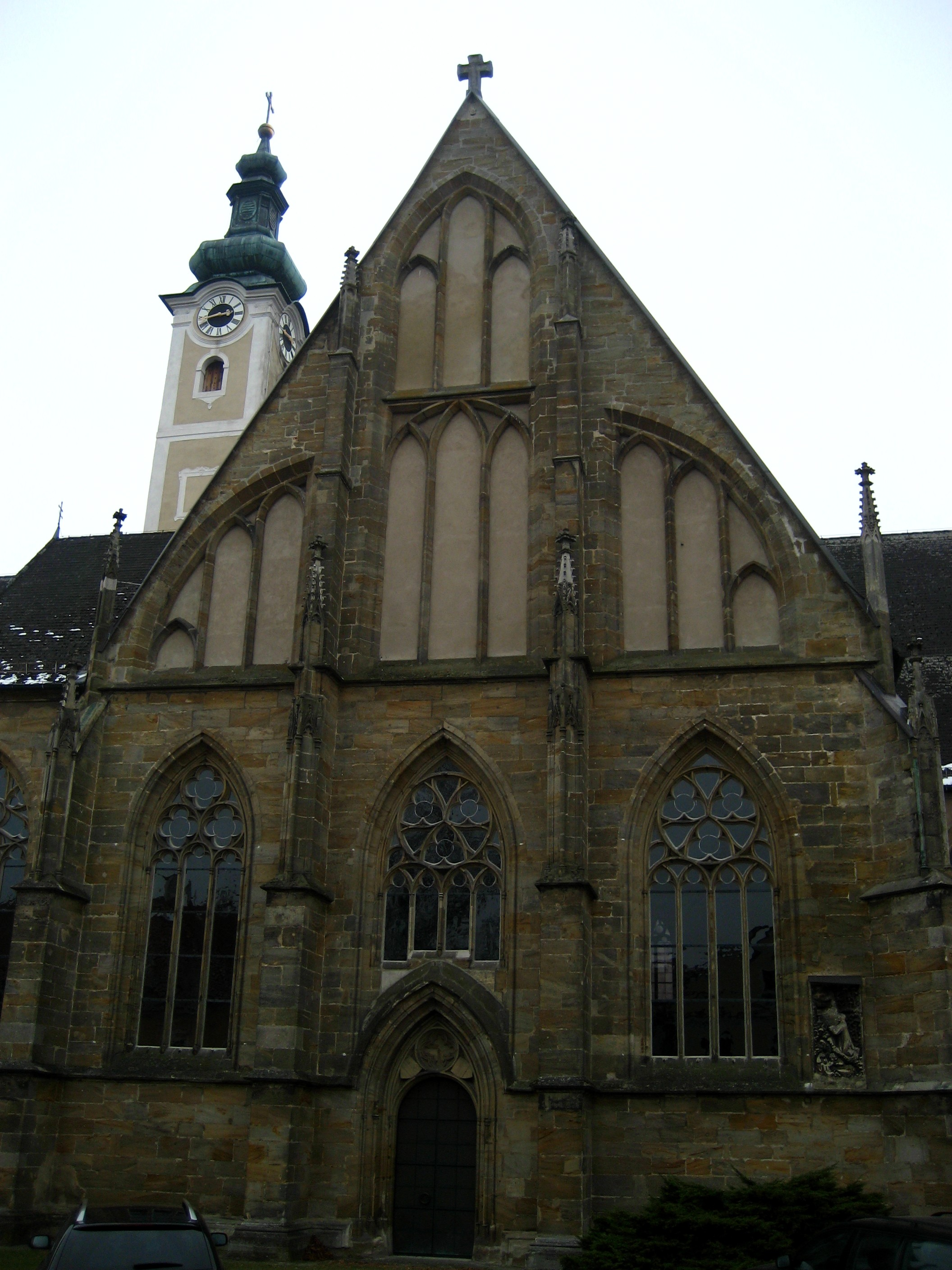
Schaugiebel

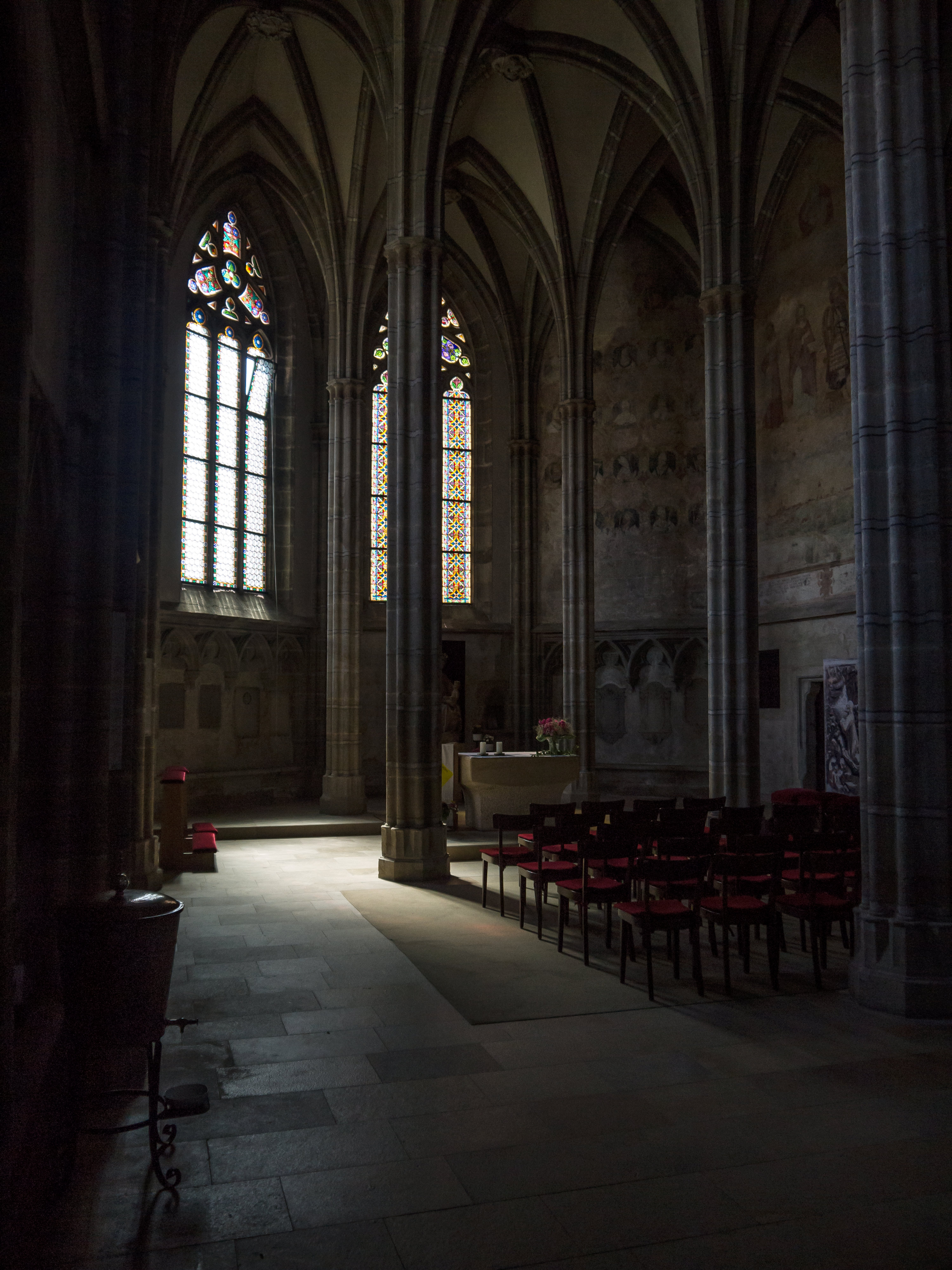
Inneres

Die Walseerkapelle ist ein gotischer Anbau an die damalige Minoritenkirche in Enns in Oberösterreich.

## Geschichte
Heinrich I. von Walsee-Enns übernahm zu Beginn des 14. Jh. die Hauptmannschaft zu Enns und begründete die Linie Walsee-Enns. Nach seinem Tod im Jahr 1326 folgten ihm seine Söhne Heinrich II. und Reinprecht I. als Hauptleute zu Enns nach. Der Baubeginn der Kapelle ist bald nach 1343 anzusetzen, fertiggestellt wurde sie 1350/55.
Die Kapelle unterstand ursprünglich dem Allerheiligenpatrozinium.
Laut einer vom letzten männlichen Spross der Ennser Linie der Walseer 1475 ausgestellten Urkunde waren in der Walseerkapelle die drei Söhne Heinrichs I., nämlich Heinrich II, Reinprecht I. und Friedrich II., begraben.
Ein Grabstein ist jedoch nur für Heinrich I. und seine Frau erhalten. Der ist heute an der Wand hinter der Eingangstüre zum Kirchenvorraum aufgestellt. Als 1970 bei Bauarbeiten unter dem Mitteljoch des Chores die Krypta der Walseerkapelle gefunden und geöffnet wurde, fanden sich nur Särge mit den Leichen von Mönchen aus dem 17./18. Jh.
Laut einer Abschrift des Manuscriptum Genealogicum von Reichard Streun von Schwarzenau, die im Niederösterreichischen Landesarchiv verwahrt wird, war neben dem Portal auf einer Glasmalerei eine Stiftungsszene aus der Zeit um 1355 dargestellt: Reinprecht I. und Friedrich II. knien mit ihren Frauen vor der eben vollendeten Kapelle.
Nach einem jüngeren Quellenfund befand sich einst in der Walseerkapelle zwischen den vier Säulen des dreischiffigen Chorabschlusses eine Tumba („Monument“). An den vier Säulen sollen sich demzufolge walseeische Wappen befunden haben. Das Schicksal einer noch 1835 vorhandenen, ebenfalls von Reichard Streun von Schwarzenau angefertigten Zeichnung dieses „Monuments“ ist ungeklärt. Das Hochgrab selbst wurde vermutlich bereits im Zuge der Gegenreformation entfernt, weil sich die zurückgekehrten Minoriten mit der Wallseerkapelle als Klosterkirche zufriedengeben mussten, nachdem das Hauptschiff seit 1533 als Pfarrkirche diente.

## Architektur
Die Walseerkapelle wurde im Norden an das Kirchenschiff der Minoritenkirche angebaut. Dadurch wurde der angrenzende rechteckige Anger verkleinert.
Der Schaugiebel der Walseerkapelle ist in der österreichischen Architektur dieser Epoche einzigartig. Es wird angenommen, dass für die Gliederung der Fassade südböhmische Anregungen (Budweis, Dominikanerkirche, um 1300; Znaim, St. Niklaskirche, nach 1335) übernommen wurden.
Das Kircheninnere wechselt von einem zweischiffigen Langhaus in einen dreischiffigen Chor. Daraus ergibt sich im Chor eine Pfeilerstellung im Quadrat, die eine gleichbleibende Breite ermöglicht. Dieser Gestaltung kommt in der spätgotischen Gewölbearchitektur besondere Bedeutung zu und gilt als Vorbild für den Umbau der Pfarrkirche Maria Pöllauberg in der Steiermark.
Die Verbindung der Walseerkapelle mit einer Bettelordenskirche (Minoriten) hat eine Parallele in der Dominikanerinnenkirche in Imbach, wo die Entstehung der Katharinenkapelle mit der Linie Walsee-Drosendorf in Verbindung gebracht wird. Bei der Augustinerkirche in Wien (Georgskapelle), die als Stiftung Ulrichs II. von Walsee betrachtet wird, besteht ebenfalls eine Verbindung von Privatkapelle und Bettelordenskirche.